# American Cup 1998
La Visa American Cup 1998 è stata la 23ª edizione dell'American Cup, evento ginnico tenutosi annualmente negli Stati Uniti. Si è svolta al Tarrant County Convention Center di Fort Worth (Texas), dal 5 al 7 marzo 1998.

## Programma
Tutti gli orari sono in UTC-6.
| Giorno  | Ora   | Gara                                     |
| ------- | ----- | ---------------------------------------- |
| 5 marzo | 19.00 | Qualifiche / Finali ad attrezzo (uomini) |
| 6 marzo | 19.00 | Qualifiche / Finali ad attrezzo (donne)  |
| 7 marzo | 13.30 | Finale AA (uomini / donne)               |

## Partecipanti
Alla 22ª American Cup hanno preso parte 33 atleti, 18 donne e 15 uomini, provenienti da 16 paesi.
| - Australia (1) - Bielorussia (2) - Brasile (1) - Canada (2) - Cina (2) - Cuba (1) - Francia (2) - Germania (2) - Giappone (1) - Kazakistan (2) - Messico (2) - Romania (2) - Russia (2) - Ucraina (2) - Uzbekistan (1) - Stati Uniti (8) |

## Podi

### Maschile
| Evento                | Oro               | Punteggio | Argento           | Punteggio | Bronzo              | Punteggio |
| Concorso individuale  | Blaine Wilson     | 57,325    | Alexei Bondarenko | 55,800    | Dmitri Karbanenko   | 54,850    |
| Corpo libero          | Blaine Wilson     | 9,600     | Jay Thornton      | 9,450     | Alexei Sinkevitch   | 9,350     |
| Cavallo con maniglie  | Blaine Wilson     | 9,500     | Yewki Tomita      | 9,250     | Alexei Bondarenko   | 9,200     |
| Anelli                | Blaine Wilson     | 9,600     | Eric Lopez        | 9,550     | Alexei Bondarenko   | 9,500     |
| Volteggio             | Dmitri Karbanenko | 9,800     | Yang Wei          | 9,450     | John Roethlisberger | 9,350     |
| Parallele simmetriche | Blaine Wilson     | 9,500     | Alexei Sinkevitch | 9,200     | Dmitri Karbanenko   | 9,100     |
| Sbarra                | Blaine Wilson     | 9,500     | Yang Wei          | 9,250     | Dmitri Karbanenko   | 9,150     |

### Femminile
| Evento                 | Oro               | Punteggio | Argento           | Punteggio | Bronzo          | Punteggio |
| Concorso individuale   | Viktoria Karpenko | 37,955    | Meng Fei          | 37,530    | Kristen Maloney | 36,436    |
| Volteggio              | Vanessa Atler     | 9,462     | Maria Olaru       | 9,425     | Anna Kovaleva   | 9,375     |
| Parallele asimmetriche | Kristy Powell     | 9,725     | Viktoria Karpenko | 9,700     | Vanessa Atler   | 9,575     |
| Trave                  | Anna Kovaleva     | 9,625     | Viktoria Karpenko | 9,475     | Meng Fei        | 9,400     |
| Corpo libero           | Viktoria Karpenko | 9,700     | Maria Olaru       | 9,675     | Anna Kovaleva   | 9,475     |